# Коровино (Чеховский район)
Коровино — деревня в Чеховском районе Московской области, в составе муниципального образования сельское поселение Стремиловское (до 28 февраля 2005 года входила в состав Стремиловского сельского округа), деревня связана автобусным сообщением с райцентром и соседними населёнными пунктами.

## Население
| 2002 | 2006 | 2010 |
| ---- | ---- | ---- |
| 26   | ↗30  | ↘28  |

## География
Коровино расположено примерно в 5 км на запад от Чехова, на безымянном правом притоке реки Лопасня, высота центра деревни над уровнем моря — 161 м. На 2016 год в Коровино зарегистрирована 1 улица — Родниковая и 1 садовое товарищество.